# マック・ロバートソン・ランド

南極地図（上が本初子午線）。Mac. Robertson Landは図の右上方、大陸に切り込んだ湾を埋めるAmery Ice Shelfの上に記されている。

マック・ロバートソン・ランド（英語: Mac. Robertson Land）は、南極にある地域の名称。南極大陸東部（東南極）、インド洋の方向にあたる地域である。
1929年から1931年にかけてこの地を探検した、ダグラス・モーソン率いるイギリス・オーストラリア・ニュージーランド南極調査探検隊（BANZARE）によって、探検の支援者であったマクファーソン・ロバートソン卿の名が付けられた。

## 名称
南極研究科学委員会（SCAR）がまとめた各国による地名呼称によれば、アメリカ合衆国が Mac. Robertson Land、オーストラリアが Mac.Robertson Land（Macのピリオドの後ろに空白なし）、ロシアが MacRobertson Land（Macのピリオド・空白なし）として、それぞれこの地域を地図に記載している。
マクファーソン・ロバートソン卿 (Macpherson Robertson) は、チョコレート王と呼ばれたメルボルンの実業家である。彼は、1934年に行われた長距離飛行機レース「マックロバートソン・エアレース」にも名を残している。

## 地理

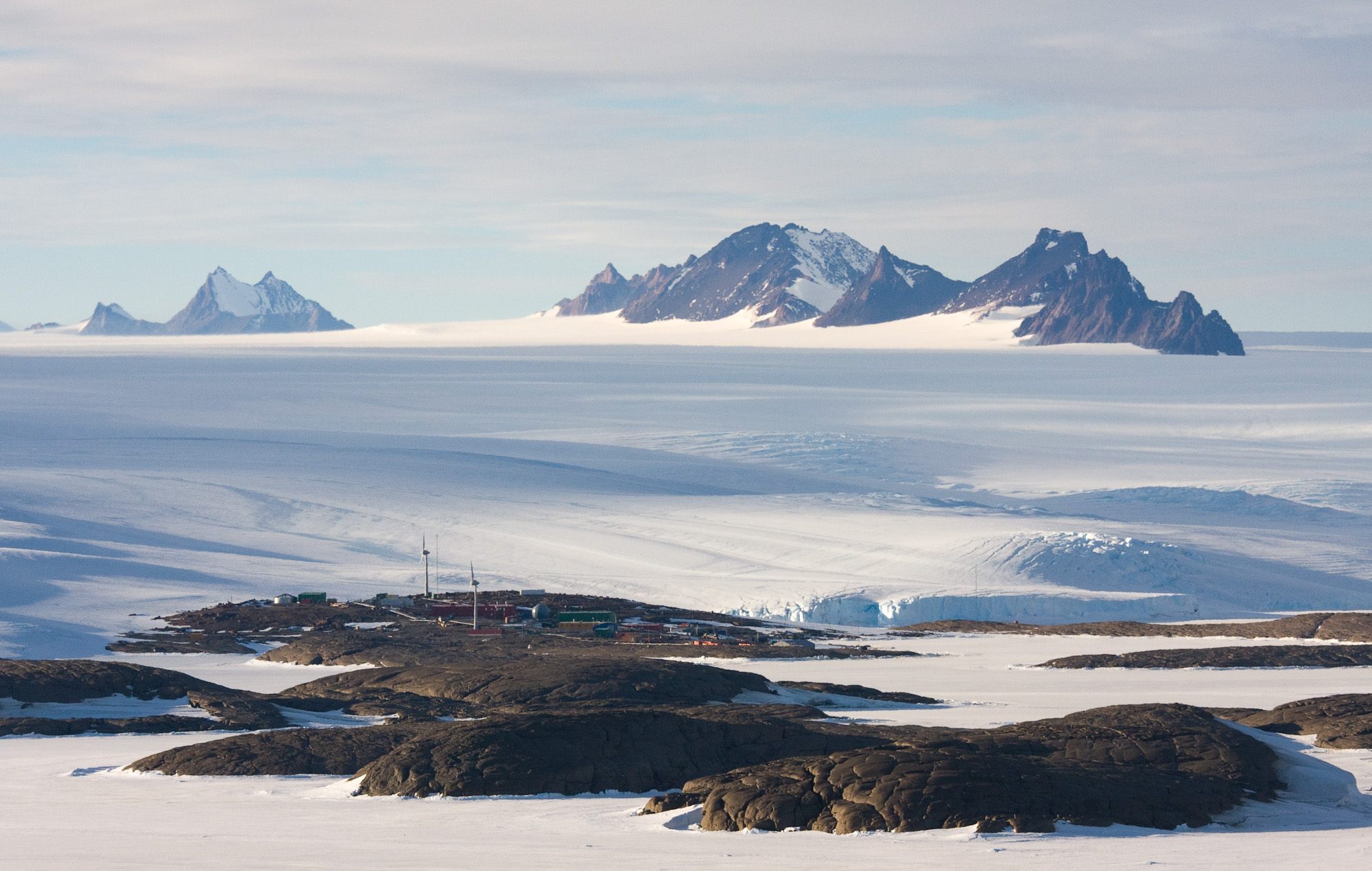
モーソン基地

アメリカ地質調査所（USGS）の地名情報システム（GNIS）では、西はWilliam Scoresby Bay から東は Cape Darnley（Bjerkø Peninsula先端） に至る海岸、すなわち東経59度34分から東経69度30分にかけての範囲の海岸の南に広がる陸地で、東部に Prince Charles Mountains を含む一帯を「マック・ロバートソン・ランド」と定義している。おおよそ、インド洋側で大陸に切り込んだ湾を埋めるアメリー棚氷の西側の地域にあたる。
別の定義によれば、東経60度から東経73度にかけての範囲が「マック・ロバートソン・ランド」とされる。ケンプランドの東、プリンセス・エリザベス・ランドの西にあたり、アメリー棚氷を含む。

### 地勢・地形
- プリンス・チャールズ山脈 (Prince Charles Mountains)
- ランバート氷河 (Lambert Glacier)

### 領有権主張
オーストラリアが「オーストラリア南極領土」として領有を主張している。ただし、南極条約によって南極における領有権は凍結されている。

### 観測基地
- モーソン基地（英語版）（オーストラリア）

## 歴史

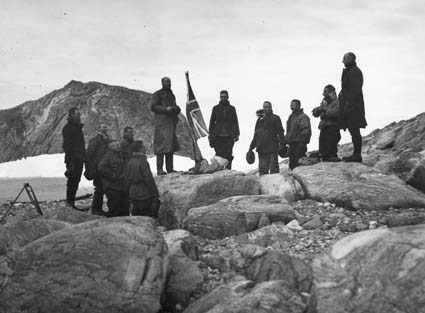
Cape Bruceのモーソン（1931年2月18日）。大英帝国による領有を宣言している。

この地域は1929年12月31日、ダグラス・モーソン率いるイギリス・オーストラリア・ニュージーランド南極調査探検隊（BANZARE）によって空から発見された。1930年から1931年にかけて、Scullin Monolith や Cape Bruceに上陸が行われ、おおまかな状況が明らかにされた。1947年のハイジャンプ作戦によって、より詳細なことがわかるようになった。
1954年、オーストラリアの最初の恒久観測基地であるモーソン基地が開設された。この基地は東南極で最初の恒久観測基地でもある。
1970年はじめよりソビエト連邦の南極探検隊 (Soviet Antarctic Expedition) がこの地の調査を行い、 Sodruzhestvo 基地を建設した。